# Trikala Basketball Club
Der Trikala Basketball Club, kurz  Trikala BC (griechisch Τρίκαλα BC) ist eine griechische Basketballmannschaft aus Trikala.

## Geschichte
Gegründet wurde der Verein 1993 unter dem Namen Aiolos Trikalon. 2008 stieg der Verein in die viertklassige Gamma Ethniki auf und schaffte bereits im ersten Jahr die Saison als Tabellenerster abzuschließen. Da Trikala jedoch im direkten Vergleich mit dem ebenfalls erstplatzierten Verein Mantoulidi im Nachteil war, verpasste man den Aufstieg in die Vita Ethniki nur denkbar knapp. In der darauf folgenden Spielzeit 2009/2010 beendete Trikala die Saison erneut als Tabellenerster und stieg infolgedessen auf. Zwei Jahre später gewann der Verein die Meisterschaft und stieg 2012 in die zweitklassige A2 Ethniki auf. Zu Beginn der Saison 2012/2013 fand die Umbenennung des Vereins in Trikala BC statt. Am Ende der Spielzeit erreichte Trikala den zweiten Platz und stieg in die A1 Ethniki auf.
Nach vier Siegen aus 26 Spielen in der Saison 2017/18 stieg der Verein als Tabellenletzter aus der Basket League ab.

## Heimstätte
Austragungsort der Heimspiele des Vereins ist das 2.500 Zuschauer fassende Dimotiko Klisto Trikalon. Die Sporthalle wurde in der Mitte der 1980er Jahre errichtet und zuletzt 2008, nach dem Aufstieg des mittlerweile aufgelösten Basketballvereins AS Trikala 2000, modernisiert.

## Sponsorennamen
- Trikala BC ARIES

## Bekannte ehemalige Spieler
- Patrick Ewing Jr.
- Nestoras Kommatos